# Martinovo
Martinovo (bulgariska: Мартиново) är ett distrikt i Bulgarien.   Det ligger i kommunen Obsjtina Tjiprovtsi och regionen Montana, i den västra delen av landet, 90 km nordväst om huvudstaden Sofia.
I omgivningarna runt Martinovo växer i huvudsak lövfällande lövskog. Runt Martinovo är det glesbefolkat, med 15 invånare per kvadratkilometer.